# 羽觞

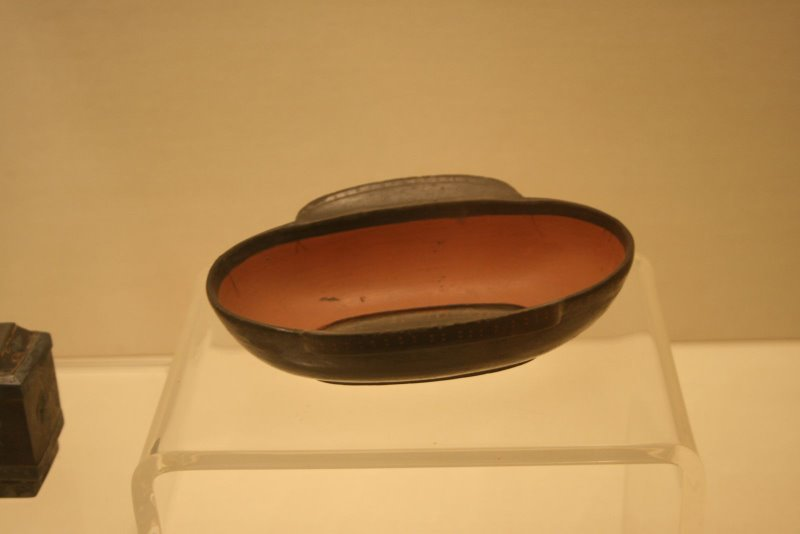
西漢漆器羽觞

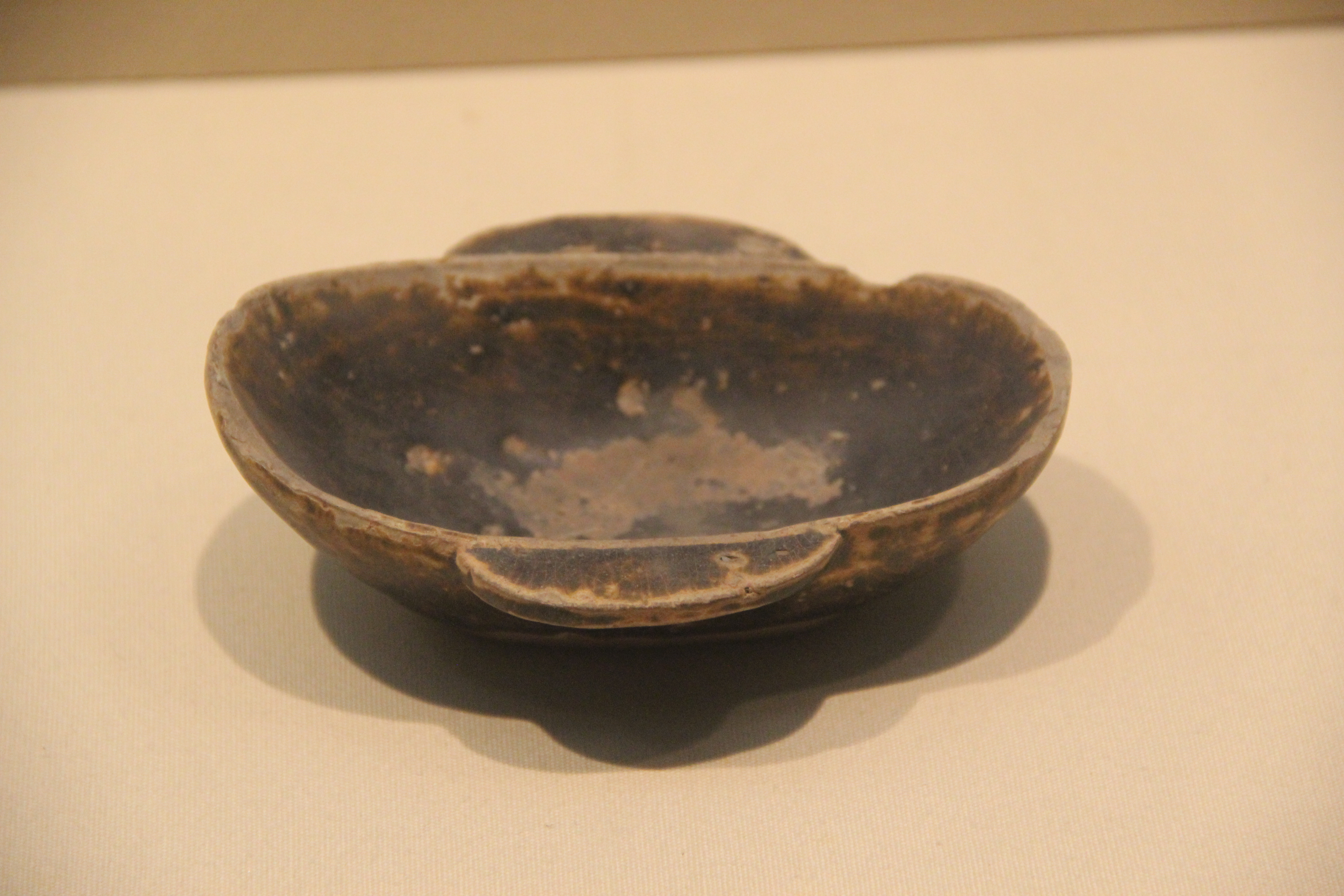
西晉黑陶羽觞

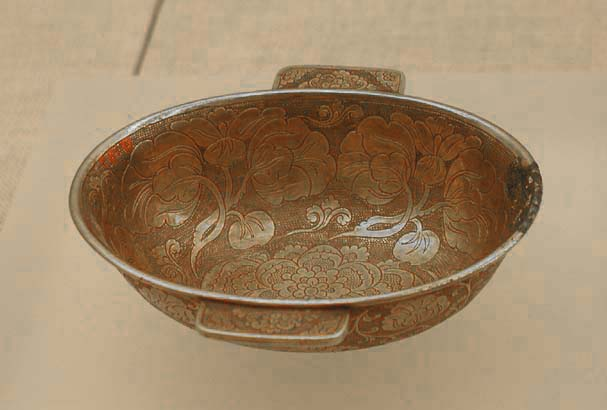
唐代的鎏金蔓草鸳鸯纹银羽觞，1970年陕西西安何家村出土

羽觞（觞读若“商”，指酒杯），又称羽杯、耳杯，是中国古代的一种盛酒器具，器具外形椭圆、浅腹、平底，两侧有半月形双耳，有时也有饼形足或高足。因其形状像爵，两侧有耳，就像鸟的双翼，故名“羽觞”。
羽觞出现于战国时期，一直延续使用至魏晋，名称逐渐通俗化为“耳杯”，其后逐渐消失。
在中国各地的考古发现中多有羽觞出土，材质有漆、铜、金、银、玉、陶等。漆、铜、金羽觞多是实用的器物，而陶羽觞是一种随葬用的冥器。漆羽觞出土数量很多，湖南长沙杨家湾六号墓曾一次就出土20件。
- 《礼记·投壶》：“请行觞”。
- 《楚辞》：“瑶浆密勺，实羽觞兮”。
- 张衡《西京赋》：“促中堂之狭坐，羽觞行而无算。”
- 《汉书·孝成班婕姝》云：“酌羽觞兮消忧”。
- 王羲之《兰亭集序》：“此地有崇山峻嶺，茂林修竹，又有清流急湍，映带左右，引以为流觞曲水”。
- 李白《春夜宴从弟桃花园序》：“开琼筵以坐花，飞羽觞而醉月。”。